# Пак Чин Хёк

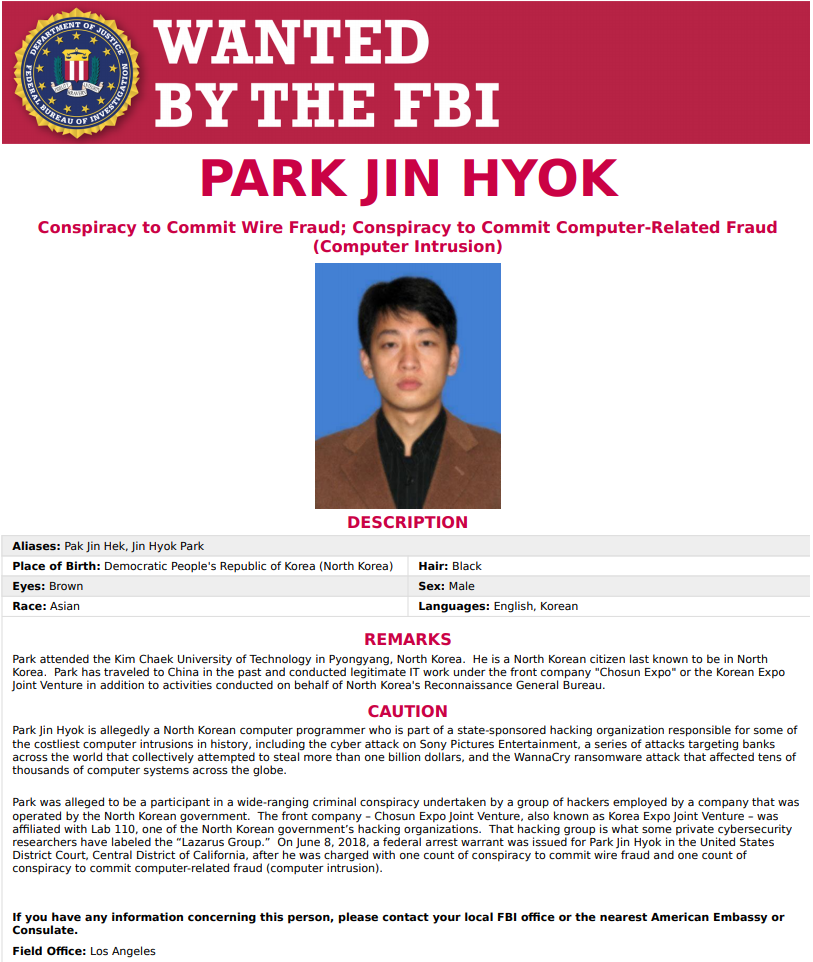
Информация о Пак Чин Хёке на розыскной листовке

Пак Чин Хёк (корейский: 박진혁) —  северокорейский программист и хакер. Наиболее известен своей предполагаемой причастностью к некоторым из самых дорогостоящих кибератак в истории. Находится в розыске ФБР. Власти КНДР отрицают его существование.

## Биография
Пак учился в Политехническом университете имени Ким Чхэка в Пхеньяне. После ездил в Китай, где проводил работу для северокорейской компании «Chosun Expo», параллельно являясь сотрудником северокорейской разведки.

### Lazarus Group и хакерство
Хёк является членом финансируемой правительством Северной Кореи хакерской группы Lazarus Group, известной также как «APT 38», и работает в организации Chosun Expo (известной также как «совместное предприятие Korea Expo»), являющейся подставной компанией правительства Северной Кореи для поддержки кибератак. Chosun Expo связана с Lab 110, подразделением военной разведки Северной Кореи. Совместное предприятие Expo помимо КНДР имело офисы в Китае.

### Взлом серверов Sony Pictures Entertainment
Основная статья: Взлом серверов Sony Pictures Entertainment
24 ноября 2014 года хакеры совершили разрушительную атаку на сервера Sony Pictures Entertainment в отместку за фильм «Интервью», являющийся комедией политического характера, в которой рассказывалось об убийстве лидера КНДР разведчиком ЦРУ. Северная Корея отрицает обвинения во взломе.

### Атака WannaCry
Основная статья: WannaCry
Министерство юстиции Соединенных Штатов обвинило Хёка и других членов Lazarus Group в создании WannaCry в 2017 году, компьютерного вируса-вымогателя, шифрующего все файлы и требующего денежный выкуп за их расшифровку. Вирус затронул многие предприятия по всему миру, включая Национальную службу здравоохранения Великобритании, где нефункционирующие компьютерные системы привели к отмене тысяч операций.